# Ксенофил
Ксенофил (на старогръцки: Ξενόφιλος) е класически гръцки философ и музикант от първата половина на IV век пр. Хр.

## Биография
Във фрагментите на перипатетика Аристоксен Ксенофил е споменат като роден на Халкидики (Frs. 18 и 19 Wehrli). Авъл Гелий пише, че Ксенофил е учител и близък приятел на Аристоксен и намеква, че Ксенофил го е учил на питагорейската доктрина. След това Аристоксен става ученик на Аристотел (Fr. 1 Wehrli). Ксенофил принадлежи към последното поколение питагорейци и е единственият питагореец, живял в Атина в IV век. Според Диоген Лаерций Аристоксен пише в X книга на „Закони на педагогиката“, че веднъж, когато Ксенофил бил запитан от някого, как най-добре да образова сина си, Ксенофил отговорил: „Като го направиш гражданин на добре управлявана държава“. Според Псевдо-Лукиан Аристоксен бил казал, че Ксенофил е живял 105 години. Това се потвърждава и от Плиний Стари, който казва, че Ксенофил живял 105 години без никога да се разболее.